# Bárbaro Marín

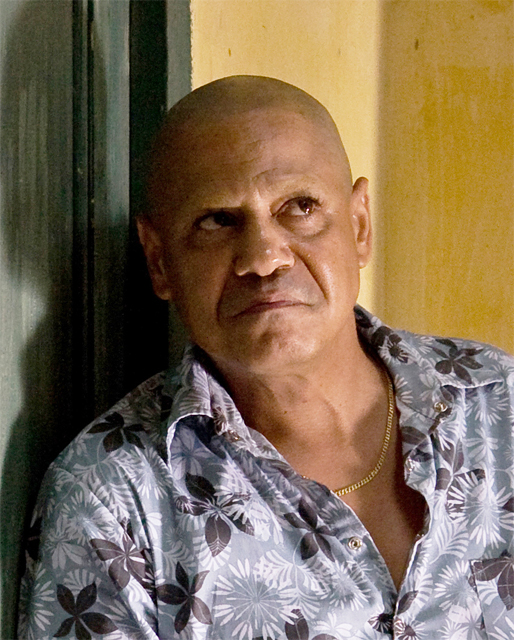
Bárbaro Marín, 2011

Bárbaro Félix Marín (* 4. März 1959 in Havanna) ist ein kubanischer Schauspieler.
Er studierte Filmkunst an der Escuela Nacional de Instructores de Arte de Cuba.

## Filmografie

### Spielfilme
- 1987: Asalto al Amanecer
- 1989: Caravana
- 1995: Tierra Índigo
- 1996: Calor... y celos
- 1997: Doña Bárbara
- 1997: Záfiros Locura Azul
- 1998: Las Profecías de Amanda
- 2003: Aunque estés lejos, 2003
- 2003: Música Cubana
- 2008: El Cuerno de la Abundancia
- 2011: Lecciones para un Beso

### Fernsehen
- El Cartel de los Sapos 2, 2011
- Al Compás del Son, 2008
- Las Huérfanas de la Obrapía, 2000
- Andoba, 2000
- Día y Noche, 1993–1996
- Pasión y Prejuicio, 1992
- La Casa de las Flores, 1990
- Tren de Noviembre, 1986